# Daniel Zillmann
Daniel Zillmann (Berlino Ovest, 18 gennaio 1981) è un attore, doppiatore e cantante tedesco.

## Biografia
Ha completato la formazione di recitazione con Kristiane Kupfer presso il Special Coaching Actors Studio a Berlino. Ha debuttato come attore cinematografico nel film NVA nel 2005.

## Filmografia

### Cinema
- NVA - regia di Leander Haußmann (2005)
- Schwarze Schafe - regia di Oliver Rush (2006)
- Wo ist Fred? - regia di Anno Saul (2006)
- Schwere Jungs - regia di Marcus H. Rosenmüller (2006)
- Berlin am Meer - regia di Wolfgang Eißler (2008)
- 13 Semester - regia di Frieder Wittich (2009)
- Das Leben ist zu lang - regia di Dani Levy (2010)
- Sommer in Orange - regia di Marcus H. Rosenmüller (2011)
- Bis zum Horizont, dann links! - regia di Bernd Böhlich (2012)
- Zettl - regia di Helmut Dietl (2012)
- Heute bin ich blond - regia di Marc Rothemund (2013)
- Ich und Kaminski - regia di Wolfgang Becker (2015)
- Blind & Hässlich - regia di Tom Lass (2017)
- Mein Bruder heißt Robert und ist ein Idiot - regia di Philip Gröning (2018)
- Kalte Füße - regia di Wolfgang Groos (2018)
- Die Känguru-Chroniken - regia di Dani Levy (2020)
- Schlussklappe - regia di Niclas Mehne (2022)
- Die Känguru-Verschwörung - regia di Marc-Uwe Kling e Alexander Berner (2022)
- Geschlechterkampf – Das Ende des Patriarchats - regia di Sobo Swobodnik (2023)

### Televisione
- Wolff, un poliziotto a Berlino (Wolffs Revier) - serie TV (2001)
- Seventeen – Mädchen sind die besseren Jungs - film TV - regia di Hansjörg Thurn (2003)
- French Kissing - A caccia di baci (Schüleraustausch – Die Französinnen kommen) - film TV - regia di Konrad Sattler (2006)
- Deadline: squadra anticrimine (Deadline – Jede Sekunde zählt) - serie TV (2007-2008)
- Im Namen des Gesetzes - serie TV (2008)
- Machen wir’s auf Finnisch - film TV - regia di Marco Petry (2008)
- Plötzlich Papa – Einspruch abgelehnt! - serie TV (2008)
- Lindburgs Fall - film TV - regia di Franziska Meyer Price (2011)
- Squadra Speciale Cobra 11 (Alarm für Cobra 11 – Die Autobahnpolizei) - serie TV (2011)
- Kroymann - serie TV (1 episodio) (2021)
- Willkommen im Krieg - film TV - regia di Oliver Schmitz (2012)
- Der Turm - serie TV (2012)
- Mörderische Jagd - film TV - regia di Markus Imboden (2012)
- Liebe. Jetzt! - serie TV (2020)
- Ich dich auch! - serie TV (2022-in corso)
- Luden - serie TV (2023)
- Beasts Like Us - serie TV (2024)
- Die Notärztin - serie TV (2024)

## Doppiaggio

### Film
- Adrian Martinez in I sogni segreti di Walter Mitty
- Djimon Hounsou in Guardiani della Galassia, Captain Marvel

### Film d'animazione
- Iord McGuff in Ribelle - The Brave
- Murray in Hotel Transylvania, Hotel Transylvania 2, Hotel Transylvania 3 - Una vacanza mostruosa
- Wasabi in Big Hero 6
- Kyle in Home - A casa
- Benjamin Clawhauser in Zootropolis
- Peter Porker in Spider-Man - Un nuovo universo
- Pumbaa in Il re leone
- Mohammed Amer in Black Adam

### Serie televisive
- Jorge Garcia in Hawaii Five-0

### Serie televisive d'animazione
- Chope e Raggmunk in LEGO Ninjago
- Kaname Moniwa in Haikyu!!
- Wasabi in Big Hero 6 - La serie
- Panda in Jujutsu kaisen - Sorcery Fight
- Okuyasu Ninimura in Le bizzarre avventure di JoJo: Diamond Is Unbreakable
- Kurozumi Orochi in One Piece

## Doppiatori italiani
Nelle versioni in italiano delle opere in cui ha recitato, Daniel Zillmann è stato doppiato da:
- Luigi Ferraro in Deadline: squadra anticrimine